# Fièvre des métaux

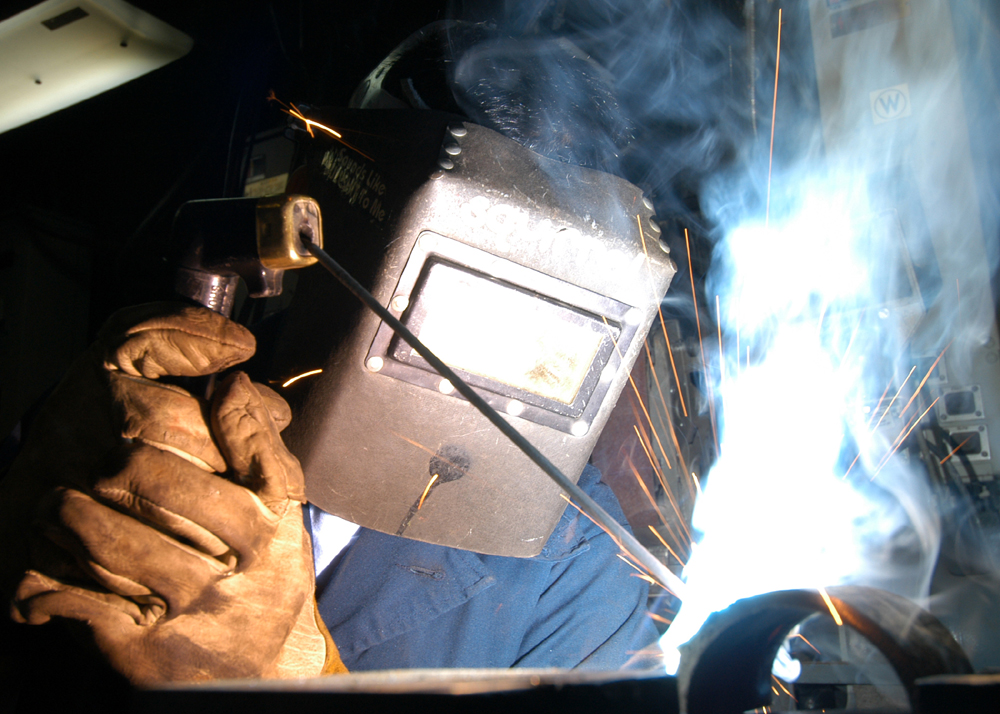
Les soudeurs sont des travailleurs à risque de développer la fièvre des métaux

La fièvre des métaux est une maladie causée essentiellement par l'exposition aux fumées de certains métaux. Des produits chimiques tels que l’oxyde de zinc  (ZnO) ou l’oxyde de magnésium (MgO), sont souvent en cause lors de l’inhalation de fumées dégagées par le chauffage ou le soudage de certains métaux, tels que l'acier galvanisé. Le chrome  est aussi un danger, du fait qu’il entre dans la composition de l’acier inoxydable. Le cadmium, présent dans certains anciens alliages pour brasure à l’argent tout en étant toxique et volatil à haute température, peut, dans des cas extrêmes, entraîner une perte de conscience en l'espace de quelques minutes. Le fer lui-même, et donc la plupart des aciers simples, n’intervient pas dans cette pathologie, pas plus que l’aluminium.

## Symptômes
Les symptômes ne sont pas spécifiques, mais généralement analogues à ceux de la grippe, comme la fièvre, les frissons, les nausées, les céphalées, la  fatigue, les myalgies et les arthralgies. Un goût douceâtre ou métallique dans la bouche qui altère le goût de la nourriture et des cigarettes est également signalé, ainsi qu’une sécheresse ou une irritation de la gorge qui provoque une raucité de la voix. Les symptômes peuvent également comporter une sensation de brûlure dans le corps, un état de choc, une anurie, un collapsus, des convulsions, un essoufflement, une coloration jaune des yeux ou de la peau, des éruptions cutanées, des vomissements, une diarrhée aqueuse ou sanglante ou une baisse de la tension artérielle, qui exigent une prise en charge médicale. Les symptômes pseudo-grippaux s’atténuent normalement avant de disparaître dans les 24 à 48 heures, et une personne qui souffre de la fièvre des métaux se sent en général assez bien pour retourner au travail dès le lendemain, malgré le fait qu'elle puisse avoir le sentiment d’être encore un peu dans le brouillard. Quatre jours sont souvent nécessaires pour récupérer totalement.

## Étiologie
La fièvre des métaux est due à l'inhalation de fumées contenant certains métaux, sous forme de poussière fine ou plus communément sous forme de vapeurs. Les composés métalliques simples, tels que les oxydes, sont également capables de la provoquer. Les effets des composés particulièrement toxiques, tels que le nickel carbonyle, sont considérés comme différents d’une simple fièvre des métaux.
L'exposition se produit généralement lors du travail à chaud des métaux, au cours de processus tels que la fusion et la coulée d’alliages de zinc, ou le soudage de métaux galvanisés. Si le métal concerné est particulièrement à haut risque, alors le procédé de ponçage à froid peut  également être en cause, même si la dose est plus faible. Cette éventualité peut également se produire avec les traitements électrolytiques de surface ou avec les peintures anti-corrosion de certains métaux, tels que l'acier passivé par le cadmium ou avec l’application de peinture d’apprêt au chromate de zinc sur des pièces d'aéronefs en aluminium.

Le mécanisme le plus plausible pour expliquer les symptômes suppose qu’une réaction immunitaire se produirait lorsque l’inhalation d’émanations d'oxydes métalliques provoque des lésions des cellules tapissant les voies respiratoires. On pense que cette réaction entraîne une modification des protéines des tissus pulmonaires. Les protéines modifiées sont ensuite absorbées par la circulation sanguine, où elles agissent comme des allergènes.

## Diagnostic
Les constatations de l'examen clinique varient selon les personnes exposées, essentiellement en fonction du stade évolutif du syndrome au moment où l'examen est réalisé. Les patients peuvent présenter des râles sifflants ou crépitants à l’auscultation. Ils peuvent également présenter une augmentation du nombre de globules blancs dans le sang, ainsi qu’une augmentation du taux de zinc dans l'urine, le plasma sanguin et la peau, ce qui n’est pas très surprenant. La radiographie pulmonaire est généralement normale.
Le diagnostic de la fièvre des métaux peut être difficile, parce que les symptômes ne sont pas spécifiques et ressemblent à ceux d’un certain nombre d'autres maladies. Lorsque les symptômes respiratoires sont au premier plan, la fièvre des métaux peut être confondue avec une bronchite aiguë. Le diagnostic repose principalement sur la notion d’une exposition aux fumées d'oxydes métalliques.
Une caractéristique intéressante de la fièvre des métaux, lorsqu’elle se répète, est l’adaptation rapide aux effets d’expositions répétées d’oxydes métalliques. Les travailleurs ayant un passé de fièvre des métaux récurrente, développent souvent une tolérance aux fumées de métaux. Cette tolérance est cependant transitoire, et persiste pendant toute la semaine de travail. Après un week-end d'interruption, l’effet d’accoutumance a généralement disparu. C’est ce phénomène qui a conduit à l’appellation de "fièvre du lundi".

## Traitement
Le traitement des formes légères de la fièvre des métaux consiste à recommander un repos alité, et à prescrire un traitement symptomatique (par exemple l'aspirine pour les maux de tête et la fièvre).
La consommation de grandes quantités de lait de vache, avant ou immédiatement après l'exposition, est un remède traditionnel. Cependant, l'Exécutif de la santé et de la sécurité du Royaume-Uni conteste ce conseil, donnant un avertissement: "Ne croyez pas les histoires concernant boire du lait avant la soudure. Cela ne vous empêche pas d'avoir de la fièvre des métaux".[réf. nécessaire]

## Prévention
La prévention de la fièvre des métaux chez les travailleurs à risque (comme les soudeurs) consiste à éviter le contact direct avec des fumées toxiques, à améliorer la prévention technique (systèmes d’aspiration pour les gaz), à fournir aux salariés des équipements de protection individuelle (masques à respiration assistée), à éduquer les travailleurs pour les informer des caractéristiques du syndrome lui-même et les inciter à prendre les mesures nécessaires pour éviter son apparition.
Dans le cas particulier du cadmium, la conception du produit peut être modifié de façon à éliminer ce métal à risque. Les piles rechargeables au nickel-cadmium sont maintenant le plus souvent remplacées par des piles nickel-métal hydrure. Le cadmium est remplacé par le zinc ou le nickel. Les alliages des soudures à l’argent contiennent maintenant rarement du cadmium.